# Istvánfi Csaba
Istvánfi Csaba (Nagykanizsa, 1936. május 3. – 2017. április 19. vagy előtte) magyar pszichológus, edző, testnevelő tanár. Professor emeritus, a Testnevelési Egyetem rektora (1984–1994).

## Élete
Istvánfi István és Wágner Valéria gyermekeként született. Általános iskolai és középiskolai tanulmányait Egerben, Esztergomban és Tatán végezte, majd 1954-ben a Kiskunfélegyházi Testnevelési Gimnáziumban érettségizett. 1958-ban a Testnevelési Főiskolán szerzett testnevelői tanári diplomát. 1967-ben ugyanitt kosárlabda-szakedzői diplomát is szerzett. 1967-ben az Eötvös Loránd Tudományegyetemen pszichológus oklevelet szerzett, 1981-ben a pszichológiai tudományok kandidátusa lett.
1958 és 1969 között a 36. számú Bokányi Dezső Ipari Szakmunkásképző Intézet testnevelő tanára volt. Közben a Vörös Meteor kosárlabdacsapatának edzőjeként is tevékenykedett és a csapattal 1960-ban bajnokságot nyert. 1979 és 1984 között a Magyar Kosárlabdázók Országos Szövetségének az alelnöke volt.
1969-től dolgozott a Testnevelési Főiskolán. 1969 és 1975 között főiskolai adjunktus, 1975 és 1978 között egyetemi adjunktus, 1978 és 1984 között egyetemi docens, 1984-től egyetemi tanár volt. 1978 és 1984 között tanulmányi rektorhelyettes, 1984 és 1994 között a TF rektora volt.
A Magyar Olimpiai Bizottság elnökségi tagja volt.

## Elismerései
- A Magyar Köztársasági Érdemrend tisztikeresztje (1998)
- MOB Érdemérem (2006)
- MOB Fair Play Életműdíj (2010)
- A Köztársaság Elnökének Érdemérme (2011)